# Picea asperata var. notabilis
Picea asperata var. notabilis Rehder & E.H.Wilson, 1914, è una varietà naturale di P. asperata appartenente alla famiglia della parte occidentale del Sichuan, in Cina.

## Etimologia
Il nome generico Picea, utilizzato già dai latini, potrebbe, secondo un'interpretazione etimologica, derivare da Pix picis = pece, in riferimento all'abbondante produzione di resina. Il nome specifico asperata deriva dal termine latino aspera = duro, in riferimento alla consistenza degli aghi .

## Descrizione
Questa varietà si distingue da P. asperata per i giovani ramoscelli, glabri e di un vivace colore arancione-marrone, per le brattee delle gemme ricurve all'apice e di colore marrone-giallastro; le scaglie dei coni sono di forma rombica-oblunga, emarginate.

## Distribuzione e habitat
Vegeta in alta montagna dai 1500 ai 3800 m di quota, prediligendo suoli podzolici; il clima di riferimento è continentale, caratterizzato da inverni freddi e estati secche (precipitazioni annue inferiori ai 500 mm). Cresce in foreste prevalentemente pure nei versanti settentrionali, o miste in associazione con altre specie di Picea, nel sud del Gansu anche con Abies nephrolepis; tra le caducifoglie è prevalente l'associazione con Betula albo-sinensis.

## Tassonomia
La classificazione di questa varietà, datata al 1914, viene accettata da Farjon, ma sussistono altre interpretazioni che la classificano con l'epiteto heterolepis .

## Usi
Lo sfruttamento del suo legno per l'industria cartaria e, in forma minore, in edilizia, riveste un importante ruolo economico in Cina; con la deforestazione conseguente, P. asperata è sopravvissuta solo nelle località meno accessibili, e per questo motivo si sono resi necessari impianti artificiali, che tuttavia non sono in grado di soddisfare la domanda del mercato. Esistono molte cultivar, in Europa e in America,  derivate da semi collezionati all'inizio del ventesimo secolo da alcuni esploratori, commercializzate come alberi ornamentali.

## Conservazione
Con un areale secondario stimato di 3400-5500 km², nonostante le misure protettive istituite nel 1998 dal governo cinese, questa varietà è ancora sottoposta alla deforestazione illegale. Viene classificata come Specie in pericolo nella Lista rossa IUCN.